# Maksim Magier
Maksim Pietrowicz Magier (ros. Максим Петрович Магер, ur. 1897 we wsi Budziszcza w guberni mohylewskiej, zm. 16 października 1941 w Kujbyszewie) – komkor Armii Czerwonej.

## Życiorys
Białorusin, od 1915 członek SDPRR(b), od 1918 żołnierz Armii Czerwonej, komisarz wojskowy 3 Brygady Kawalerii 11 Dywizji Kawalerii, komisarz wojskowy Wydziału Zaopatrzenia 11 Dywizji Kawalerii i do 1922 komisarz Specjalnej Brygady Kawalerii 1 Armii Konnej. Słuchacz kursów doskonalenia wyższej kadry dowódczej Armii Czerwonej, 1922-1930 wojskowy komisarz 2 Brygady Kawalerii, od 19 grudnia 1927 do 26 czerwca 1930 członek Centralnej Komisji Kontrolnej WKP(b), 1930 dowódca 11 Dywizji Kawalerii, 1930-1932 dowódca 3 Korpusu Kawalerii. Od 1932 inspektor, później do 1935 szef Zarządu Mechanizacji i Motoryzacji Armii Czerwonej, 1935-1936 dowódca 9 Brygady Zmechanizowanej, 28 listopada 1935 mianowany kombrigiem. Od 1936 do września 1938 szef Wojsk Pancernych Leningradzkiego Okręgu Wojskowego i członek Rady Wojskowej tego okręgu, 4 lutego 1938 awansowany na komkora. Odznaczony Orderem Lenina (22 lutego 1938) i dwoma Orderami Czerwonego Sztandaru (m.in. w 1921).
21 września 1938 aresztowany, 29 lutego 1940 zwolniony. 8 kwietnia 1941 ponownie aresztowany, 20 lipca 1941 skazany na śmierć przez Wojskowe Kolegium Sądu Najwyższego ZSRR "za przynależność do organizacji kontrrewolucyjnej", następnie rozstrzelany. 15 października 1955 pośmiertnie zrehabilitowany.